# Riphée
Riphée (ou Ripheus, Riphus, Rifeo, Rupheo) ou Rhipée (Rhipeus) est un héros troyen de la geste d'Énée.

## Riphée dans l’Énéide
Riphée est le nom d'un personnage de l’Énéide de Virgile. Compagnon d'Énée, il est tué en défendant sa cité contre les Grecs. Virgile écrit : 
« Ilicet obruimur numero ; primusque Coroebus, 

Penelei dextra, divæ armipotentis ad aram, 

Procumbit ; cadit et Ripheus, justissimus unus 

Qui fuit in Teucris, et servantissimus æqui : 

Dis aliter visum ! »

« Le nombre nous accable, et, le premier, hélas 
Corèbe tombe mort aux autels de Pallas : 
Il tombe en défendant le jeune objet qu’il aime. 
Riphée à ses côtés tombe égorgé de même, 
Riphée, hélas ! si juste et si chéri des siens ! »

— Énéide, II, 528-3
 La droiture de Riphée ne fut pas récompensée par les dieux.

## Riphée dans la littérature

### Dante
Dans le Paradis, troisième partie de la Divine Comédie, Dante Alighieri suggère, à l'exemple de Thomas d'Aquin qui évoque ceux qui éprouvèrent une « foi implicite », que le vertueux païen recevra une inspiration ou un ordre divin afin d'achever sa conversion. Dante place Riphée dans le sixième ciel (chants XVIII à XX), celui de Jupiter, le royaume de ceux qui personnifient la justice.

### Boccace
Dans Il Filostrato (en) (1333-1339) de Boccace, Riphée est nommé comme l'un des Troyens retenus prisonniers par les Grecs (IV, 3).

### Chaucer
Le Filostrato de Boccace est à la base du Troilus and Criseyde (1385) de Geoffrey Chaucer. Dans cette œuvre, Ripheo est mentionné comme étant incapable d'empêcher Anténor d'être fait prisonnier (Tr IV.50-56). Il apparaît aussi comme Rupheo pour les besoins de la rime (IV, 53).